# General Mariano Alvarez (Cavite)
General Mariano Alvarez is een gemeente in de Filipijnse provincie Cavite. Bij de laatste census in 2007 had de gemeente bijna 137 duizend inwoners.

## Geografie

### Bestuurlijke indeling
General Mariano Alvarez is onderverdeeld in de volgende 27 barangays:
| - Aldiano Olaes - Barangay 1 Poblacion - Barangay 2 Poblacion - Barangay 3 Poblacion - Barangay 4 Poblacion - Barangay 5 Poblacion - Benjamin Tirona - Bernardo Pulido - Epifanio Malia - Francisco De Castro - Francisco Reyes - Fiorello Carimag - Gavino Maderan - Gregoria De Jesus | - Inocencio Salud - Jacinto Lumbreras - Kapitan Kua - Koronel Jose P. Elises - Macario Dacon - Marcelino Memije - Nicolasa Virata - Pantaleon Granados - Ramon Cruz - San Gabriel - San Jose - Severino De Las Alas - Tiniente Tiago |

## Demografie
General Mariano Alvarez had bij de census van 2007 een inwoneraantal van 136.613 mensen. Dit zijn 24.167 mensen (21,5%) meer dan bij de vorige census van 2000. De gemiddelde jaarlijkse groei komt daarmee uit op 2,72%, hetgeen hoger is dan het landelijk jaarlijks gemiddelde over deze periode (2,04%). Vergeleken met de census van 1995 is het aantal mensen met 49.789 (57,3%) toegenomen.

De bevolkingsdichtheid van General Mariano Alvarez was ten tijde van de laatste census, met 136.613 inwoners op 9,4 km², 14533,3 mensen per km².